# Goniada amacrognatha
Goniada amacrognatha är en ringmaskart som beskrevs av Böggemann och Eibye-Jacobsen 2002. Goniada amacrognatha ingår i släktet Goniada och familjen Goniadidae. Inga underarter finns listade i Catalogue of Life.